# Los Rueda
Los Rueda är en ort i Mexiko.   Den ligger i kommunen Villa del Carbón och delstaten Mexiko, i den sydöstra delen av landet, 50 km nordväst om huvudstaden Mexico City. Los Rueda ligger 2 664 meter över havet och antalet invånare är 170.
Terrängen runt Los Rueda är kuperad. Runt Los Rueda är det tätbefolkat, med 308 invånare per kvadratkilometer. Närmaste större samhälle är Nicolás Romero, 19,8 km öster om Los Rueda. I omgivningarna runt Los Rueda växer huvudsakligen savannskog.